# Matúškovo
Matúškovo este o comună slovacă, aflată în districtul Galanta din regiunea Trnava. Localitatea se află la altitudinea de 118 m deasupra n.m., se întinde pe o suprafață de 11,95 km2 și în 2017 număra 2.202 locuitori.

## Istoric
Localitatea Matúškovo este atestată documentar din 1138.

## Demografie
| An:                | 1994 | 2004   | 2014   | 2024   |
| ------------------ | ---- | ------ | ------ | ------ |
| Număr de persoane: | 1786 | 1938   | 2114   | 2248   |
| Diferență:         |      | +8,51% | +9,08% | +6,33% |

| An:                | 2023 | 2024   |
| ------------------ | ---- | ------ |
| Număr de persoane: | 2254 | 2248   |
| Diferență:         |      | −0,26% |